# Секст Клавдий Петроний Проб
Секст Клавдий Петроний Проб (лат. Sextus Claudius Petronius Probus), римский политик и консул середины IV века. Один из главных представителей патрицианской аристократии.

## Биография
Петроний Проб родился в 328 году. Он происходил из знатного рода Пробов Петрониев из Вероны, был женат на Аниции Фальтонии Пробе, дочери его двоюродного брата Квинта Клодия Гермогениана Олибрия. Имел трех сыновей, Аниция Пробина, Аниция Гермогениана Олибрия и Аниция Проба, а также дочь — Аницию Пробу. По линии сыновей Проб был дедом по отцовской линии двух императоров, Петрония Максима и Олибрия. Проб был сын Петрония Пробина, консула 341 года и Клавдии, сестры Клодия Цельзина Адельфия.
Карьера Петрония Проба была очень бурной. Службу он начал квестором, затем был городским претором. 23 июня 358 года назначен проконсулом Африки. Петроний Проб был четыре раза префектом претория: префект претория Иллирика с 27 апреля 364 года по 366 год, префект претория Галлии с 19 мая 366 по 368 год, префект претория Италии в 368—375 годах, заменив Вулкация Руфина, а затем в 383—384 годах. Тем временем он занимал должность консула в 371 году с коллегой в лице императора Грациана. В 372 году Проб защитил Срему от варварского нападения и в том же году он провозгласил Амвросия наместником Эмилии и Лигурии. Через три года Проб был обвинен в коррупции и репрессии, а также в вымогательстве налогов для Валентиниана I. Он служил при императоре Валентиниане II, состоя при западном дворе, когда Магн Максим восстал на Западе. Также Проб был влиятельным человеком при Валентиниане II и вместе с молодым императором бежал в Фессалонику, спасаясь от восстания Магна Максима.
Дата смерти Проба неизвестна, хотя он был ещё жив в 390 году, когда два персидских вельможи, состоявшие в посольстве к Феодосию I в Медиолан ездили в Рим, чтобы увидеть Проба — гордость римской аристократии, ставшего легендой при жизни. Он был настолько влиятельным, что уговорил сделать своих сыновей консулами в один год.
Известно, что Петроний Проб был патроном Капуи.

Аммиан Марцеллин изображает его как богатого и властного человека:
Знатность рода, авторитет и колоссальное состояние принесли ему широкую известность в римском мире. Поместья он имел почти во всех провинциях. Заслуживал ли он или нет этой известности, решать об этом дело не моего слабого суждения […] он был весьма влиятелен в течение всей своей жизни благодаря как своим колоссальным щедротам, так и тому, что непрерывно занимал один за другим разные высокие посты, но иногда бывал труслив в отношении людей нахальных и высокомерен в отношении робких, так что когда он чувствовал свою силу, то, казалось, гремел с трагического котурна, а когда робел, — выступал приниженнее, чем на самом низком сокке […] он хирел без префектур, принимать которые вынуждали его раздоры между знатными фамилиями, за которыми всегда водятся грехи из-за необузданных страстей: чтобы иметь возможность безнаказанно обделывать свои дела, они всегда выдвигали своего главу на высокий государственный пост […] Если кого-то он задумывал обидеть, то уж нельзя было уговорить его и склонить его простить вину: для этого словно свинцом, а не воском залиты были его уши. Находясь на высоте богатства и почестей, он был всегда встревожен и озабочен, а потому всегда подвержен легким заболеваниям
.